# Plants vs. Zombies (computerspil)
Plants vs. Zombies er et tower defense computerspil udviklet og udgivet af PopCap Games. Det blev først udgivet til Windows og Mac OS X, men er senere også udgivet til stationære konsoller, håndholdte konsoller og mobiltelefoner. Spilleren har rollen som en husejer midt i en zombieapokalypse. Mens zombier nærmer sig via flere parallelle baner skal spilleren for at forsvare hjemmet placere planter, der skyder projektiler eller på anden måde skader zombierne. Spilleren samler en enhed kaldet "sun" for at kunne købe nye planter. Hvis en zombie når hen til huset i sin bane taber spilleren det spilleniveau. 
| Spil | Spire Denne artikel om spil eller lege er en spire som bør udbygges. Du er velkommen til at hjælpe Wikipedia ved at udvide den. |